# Praia de Upanema

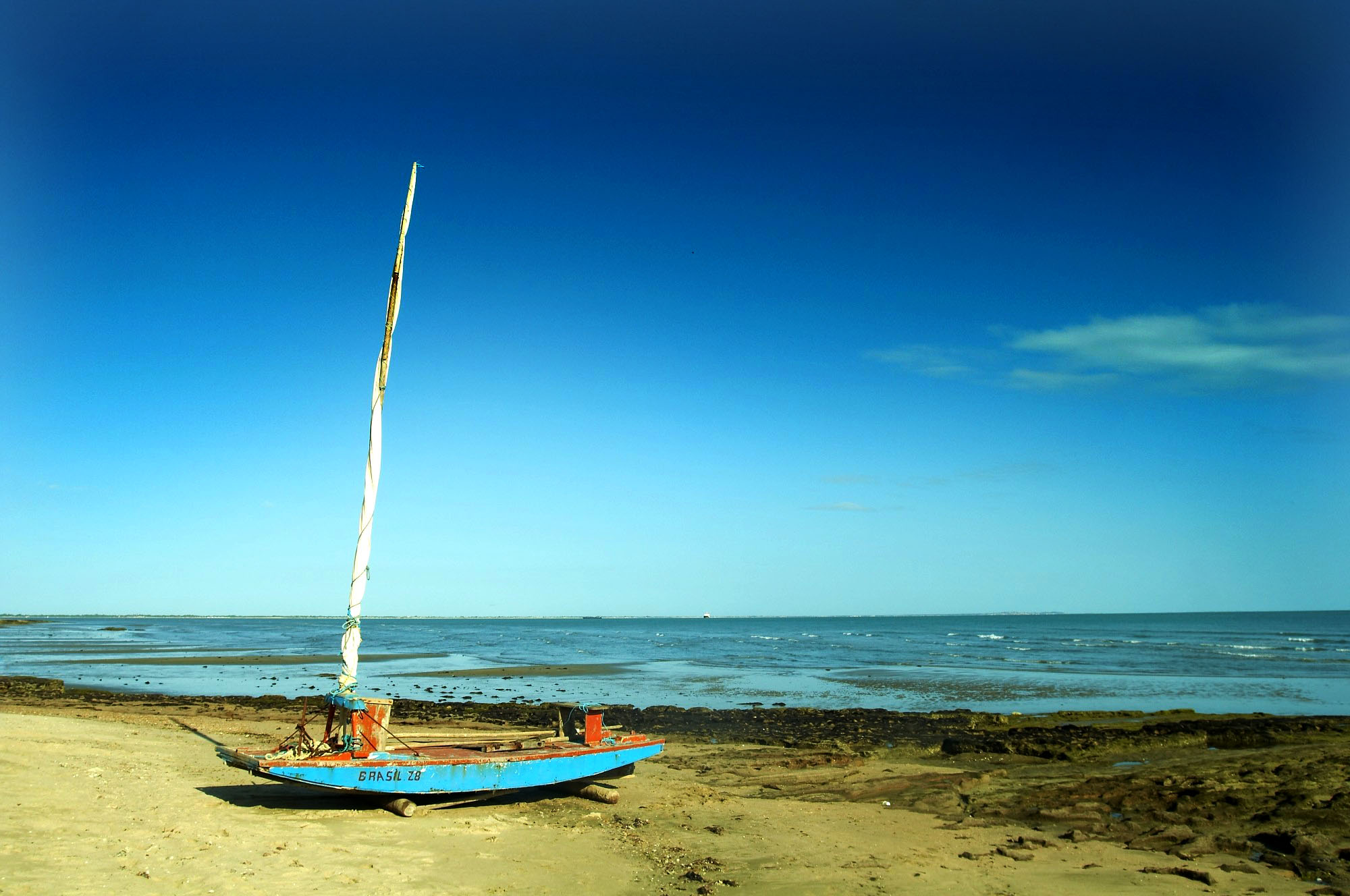
Praia de Upanema

A Praia de Upanema fica localizada no município de Areia Branca, no estado do Rio Grande do Norte, no Brasil. Nela localiza-se Centro de Reabilitação de Fauna Marinha da Universidade do Estado do Rio Grande do Norte.

## Topônimo

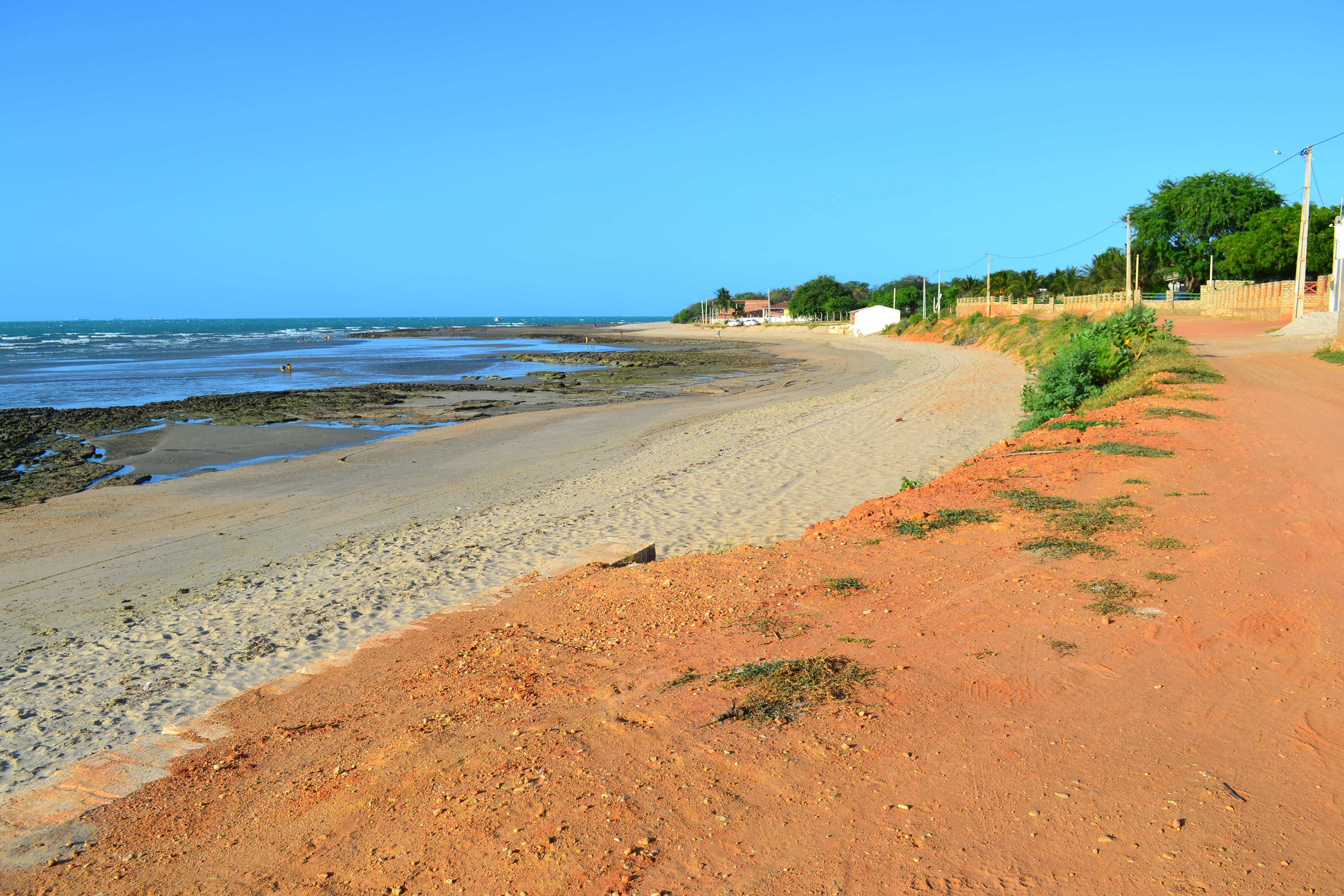
Praia de Upanema

O nome é de origem tupi e significa "água imprestável", através da junção dos termos  'y  ("água") e panem ("imprestável").